# T-20
 T-20「共青團(Komsomolets)」裝甲履帶牽引車 是蘇軍在冬季戰爭及二次世界大戰中所使用的輕型火炮牽引車。

## 描述

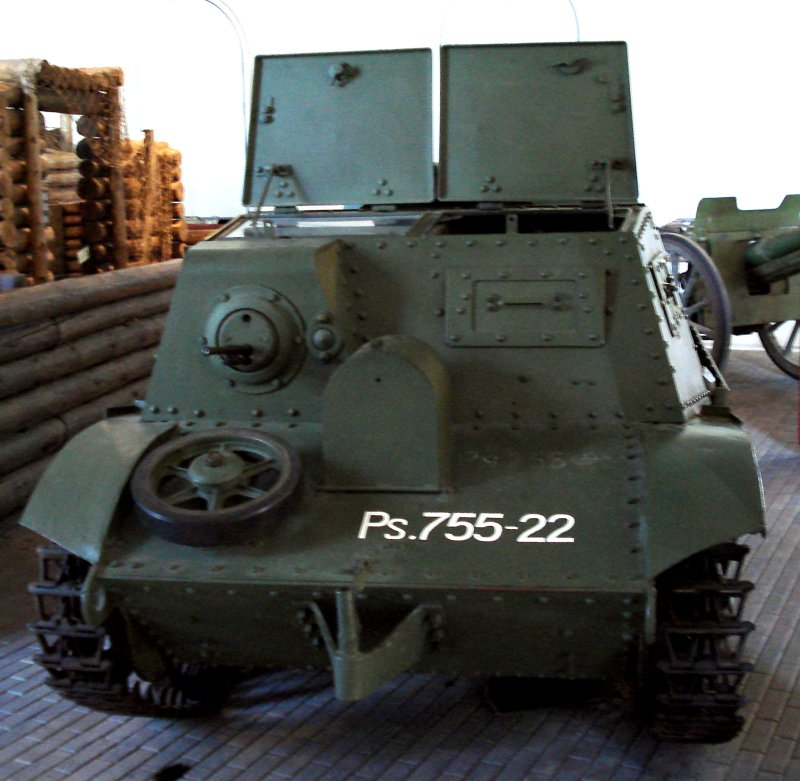

T-20由1936年設計，於1937年-1941年由STZ及高爾基生產。
該拖車設計用於牽引輕型火炮，例如 M1937 45mm 戰防炮及 PM1938型迫击炮。除了武器之外亦能拖曳火炮前車攜帶少量彈藥，以及乘載六人的炮班成員。遇然亦會同時牽引兩輛前車以增加載量。
車首的車廂有全裝甲保護及有一裝備DT 機槍的球型槍架，並為駕駛與車長提供乘坐空間。車體中後部有兩排背對背長椅，供炮班成員面向外的乘坐，可以加裝帆布帳篷保護在嚴寒的天氣下的乘員。
1937至1941年大約生產了4401輛T-20牽引車。

## 作戰運用
縱然T-20共青團裝甲牽引車是被設計為機械化部隊提供機動力，但部份的T-20仍然被投入1941年的作戰中，擔當小戰車的角色。

## 使用
T-20被紅軍使用於冬季戰爭以及二次大戰。於巴巴羅薩行動時，部份T-20牽引車充當小戰車角色，直到1941年後方回復純粹炮兵牽引車的身份。
芬蘭與納粹德國皆曾使用所俘虜的本車。1943年春季與夏季，羅馬尼亞於Rogifer 工廠（即）翻修34輛虜獲的T-20裝甲牽引車，官方稱為"Șenileta Ford rusesc de captură（虜獲蘇聯福特小型裝甲車輛）"。因為T-20使用了特許生產的福特引擎，而羅馬尼亞於布加勒斯特則有一家福特卡車工廠，故此檢修與維護作業變得容易。本牽引車被用於拖曳德製5cm Pak 38反坦克炮。第5與第14步兵師各接收了十二輛，第2裝甲團接收了六輛而第5騎兵師於1944年8月接收了四輛，所有同型車皆損失於作戰或被紅軍奪取。

## 衍生型
1941年，T-20的底盤加裝ZIS-2 57mm戰防炮，成為試驗性質的ZiS-30。
而德國亦都試驗性地在虜獲的T-20車頂裝上3.7 cm Pak 36戰防炮。

## 相關條相
- 通用載具－英國的小型戰甲車，亦經常擔當牽引車的角色。
- Sdkfz 2
- Sdkfz 10 一噸級半履帶牽引車（英语：Sd.Kfz. 10）
- 九八式装甲運搬車（日语：九八式装甲運搬車）
- 共產主義系列 (拖拉機)－蘇聯最早的履帶式拖拉機
- T-26T與T-26T2牽引車
- STZ-3中型拖拉機
- STZ-5中型炮兵牽引車
- 史達林涅茲(Stalinez)拖拉機－ChTZ S-60－戰爭爆發時蘇軍數量最多的拖拉機
- 史達林涅茲(Stalinez)拖拉機－ChTZ S-65－S-60的後繼拖拉機
- 共產國際重型炮兵牽引車

## 參照
1. ↑  .   [2013-03-15]. （原始内容存档于2013-03-30）.
2. 1 2  Zaloga, p.103
3. ↑  Axworthy, p. 221

- Бронеколлекция" no. 3, (2002)
- Mark Axworthy, Cornel Scafeș, Cristian Crãciunoiu,Third Axis. Fourth Ally. Romanian Armed Forces in the European War, 1941-1945, Arms and Armour, London, 1995. ISBN 1-85409-267-7
- Scafes, Cornel I; Scafes, Ioan I; Serbanescu, Horia Vl. . Bucuresti: Editura Oscar Print. 2005.
- Zaloga, Steven J., James Grandsen (1984). Soviet Tanks and Combat Vehicles of World War Two, London: Arms and Armour Press. ISBN 0-85368-606-8

## 外部連結
- Tractor Komsomolets（页面存档备份，存于）

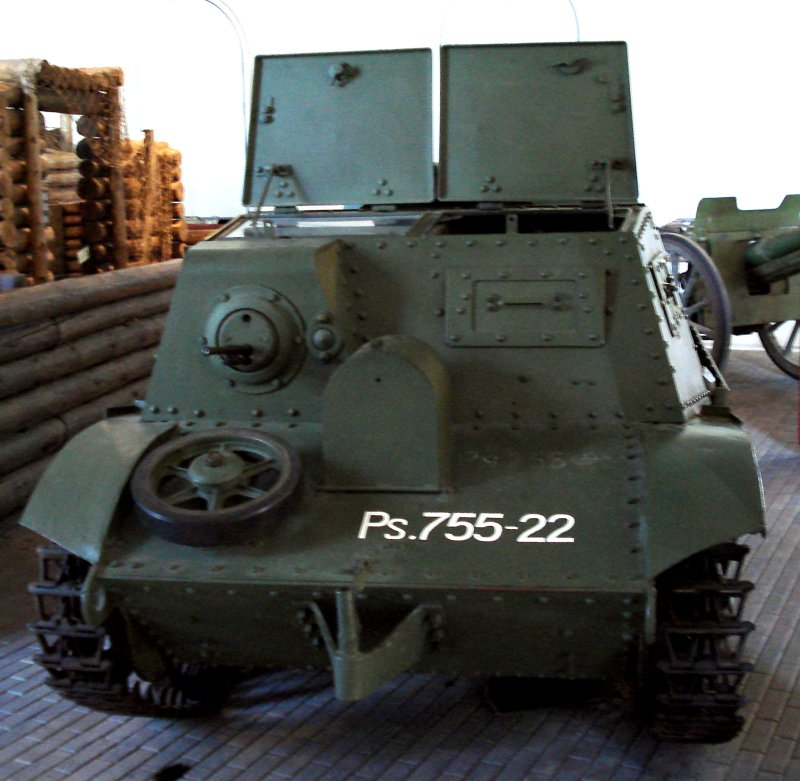
T-20具有一挺裝在球型槍座上的DT機槍。
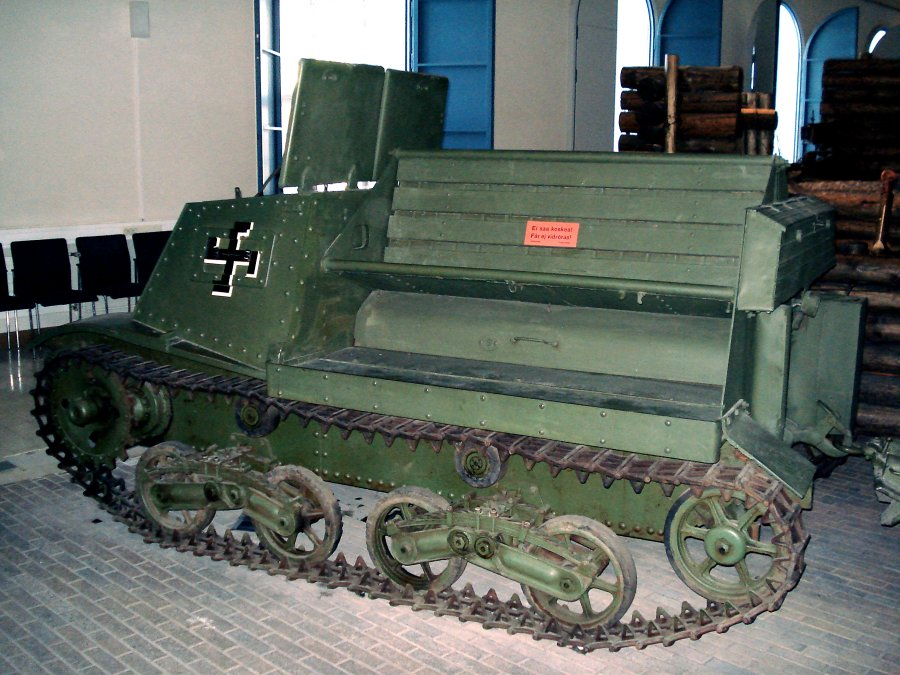
漆上芬蘭軍塗裝的共青團裝甲履帶牽引車。